# Да, мадам!
«Да, мадам!» (англ. Yes, Madam, иер. трад. 皇家師姐, упр. 皇家师姐, кант.-рус.: Вон ка си че) и также «При исполнении» — гонконгский криминальный комедийный боевик 1985 года, снятый режиссёром Кори Юнем (Юнь Кхуаем) по сценарию Барри Вона.
По сюжету главный инспектор полиции Ын (Мишель Кхан) совместно с инспектором Моррис (Синтия Ротрок) пытаются заполучить доказательство преступлений бизнесмена Генри Тхиня (Джеймс Тянь) в виде микрофильма, случайно попадающего в руки двух воришек, Аспирина (Ман Хой) и Стрепсила (Джон Шам).

## Сюжет
В Гонконге инспектору полиции Ын Локсай удаётся остановить угон бронированного автомобиля группой преступников. В другом районе мегаполиса намечается сделка между западником и наёмным убийцей. После того, как сделка срывается, наёмник убивает европейца, но в это время в помещение проникает двое воришек, Аспирин и Стрепсил, и крадёт документы убитого. Никто из двоих не знает, что у европейца был секретный микрофильм, в котором содержатся подробности о группе преступников, занимающихся незаконной деятельностью, в первую очередь о бизнесмене-мошеннике Генри Тхине. Позже на место преступления прибывает Ын и с горечью обнаруживает, что мёртвым человеком оказывается Ричард Норнен, с которым у неё были романтические отношения.
После того, как власти узнают, что Норнен работал под прикрытием и что микрофильм пропал, шотландский следователь Кэрри Моррис привлекается к делу, чтобы помочь своей гонконгской коллеге найти предмет. Микроплёнка в руках воришек, а полиция находится в её поисках, чтобы иметь доказательства преступлений Генри Тхиня и его сообщников, которые, намерены в кратчайшие сроки заполучить и уничтожить эту улику. Тем временем Аспирин и Стрепсил отдают паспорт своему пособнику Панадолу. Тот продаёт паспорт преступнику, который с ним пытается покинуть Гонконг, но в аэропорту его останавливает Моррис. Ын не позволяет преступнику сесть в самолёт, но отпускает, чтобы совместно с Моррис выйти на источник паспорта − Панадола. Находясь под стражей, Панадол нечаянно упоминает Асприна и Стрепсила как своих сообщников.
Тхинь может потерять больше всех от микрофильма, поэтому отправляет трёх своих головорезов к Аспирину и Стрепсилу, чтобы заполучить его. Стрепсил вынужден признать свой проигрыш и отдать плёнку. Затем Ын и Моррис пытаются арестовать Тхиня у него в резиденции, но обнаруживают, что находящийся у него микрофильм является ещё одной подделкой Панадола, и не могут взять под стражу бизнесмена. Головорезам Тхиня удаётся найти Панадола, но его так избивают, что он умирает, в то время как Аспирин и Стрепсил собираются продать настоящий микрофильм Тхиню за тысячи долларов. Тхинь берёт в заложники Аспирина, и Стрепсил с офицерами полиции Ын и Моррис на хвосте отправляется спасать друга. Во время драки в доме Тхиня микроплёнка уничтожается, а Ын и Моррис арестовывают за незаконное вторжение прибывшие на место полицейские. Аспирин, узнав о смерти Панадола от рук людей Тхиня, приходит в ярость, хватает пистолет полицейского и стреляет в бизнесмена, который собирался выйти на свободу из-за отсутствия улик.

## В ролях
| Актёр         | Роль                   |
| ------------- | ---------------------- |
| Джон Шам      | Стрепсил               |
| Мишель Кхан   | инспектор Ын Локсай    |
| Ман Хой       | Аспирин                |
| Синтия Ротрок | инспектор Кэрри Моррис |
| Цуй Харк      | Панадол                |
| Дик Вэй       | Вилли / Дик            |
| Джеймс Тянь   | Генри Тхинь Вайкхён    |
| Чун Фат       | Бешеный Пёс            |
| У Ма          | полицейский            |
| Мелвин Вон    | офицер Вон             |
| Билли Лау     | инспектор парковки     |

## Награды и номинации
5-я Гонконгская кинопремия
| Категория                         | Лауреат            | Результат |
| --------------------------------- | ------------------ | --------- |
| Лучшая мужская роль второго плана | Ман Хой            | Победа    |
| Лучший актёрский дебют            | Мишель Кхан        | Номинация |
| Лучшая хореография                | Юнь Кхуай, Ман Хой | Номинация |